# ريجي دونالد سميث
ريجينالد دونالد سميث (ريجي) (31 يوليو 1914- 3 مايو 1985) كان مدرس، ومُحاضر، ومنتج إذاعي في ال«بي بي سي»، وجاسوس شيوعي محتمل. جسدته شخصية «جاي برينجل» التي وردت في الرواية المسلسلة «ثروات الحرب» (بالإنجليزية:Fortunes of War) التي ألفتها زوجته أوليفيا مانينغ.